# De Noord (Dijk en Waard)
De Noord (Westfries: De Noôrd) is een dorp in de gemeente Dijk en Waard in de Nederlandse provincie Noord-Holland. De Noord heeft ongeveer 1500 inwoners.
De naam "De Noord" wordt ook wel gebruikt voor het gebied in het noorden van de gemeente; in dat geval hoort ook het dorp Veenhuizen erbij. De plaatsnaam zou kunnen verwijzen naar het feit dat het in het noorden ligt van de polder van Heerhugowaard. Maar het zou ook de oude veldnaam kunnen zijn die samengetrokken is, de veldnaam zou dan mogelijk Ten Oord zijn geweest.
De Noord is tot nu toe een eigen woonkern gebleven, wel verloor het dorp het zuidelijkste punt van het oorspronkelijke dorp aan de stad Heerhugowaard. Er zijn vergevorderde plannen tot vergroting van De Noord.
De Noord heeft een supermarkt, de rooms-katholieke Heilig Hart van Jezus kerk (1910) en een café genaamd Beers & Bites, vroeger Bleeker. Ten westen van De Noord, richting Langedijk, staan veel kassen, gewoonlijk aangeduid met de gebieden Alton I en Alton II.
Voetbalclub Hugo Boys en handbalvereniging Hugo Girls bevinden zich in De Noord.

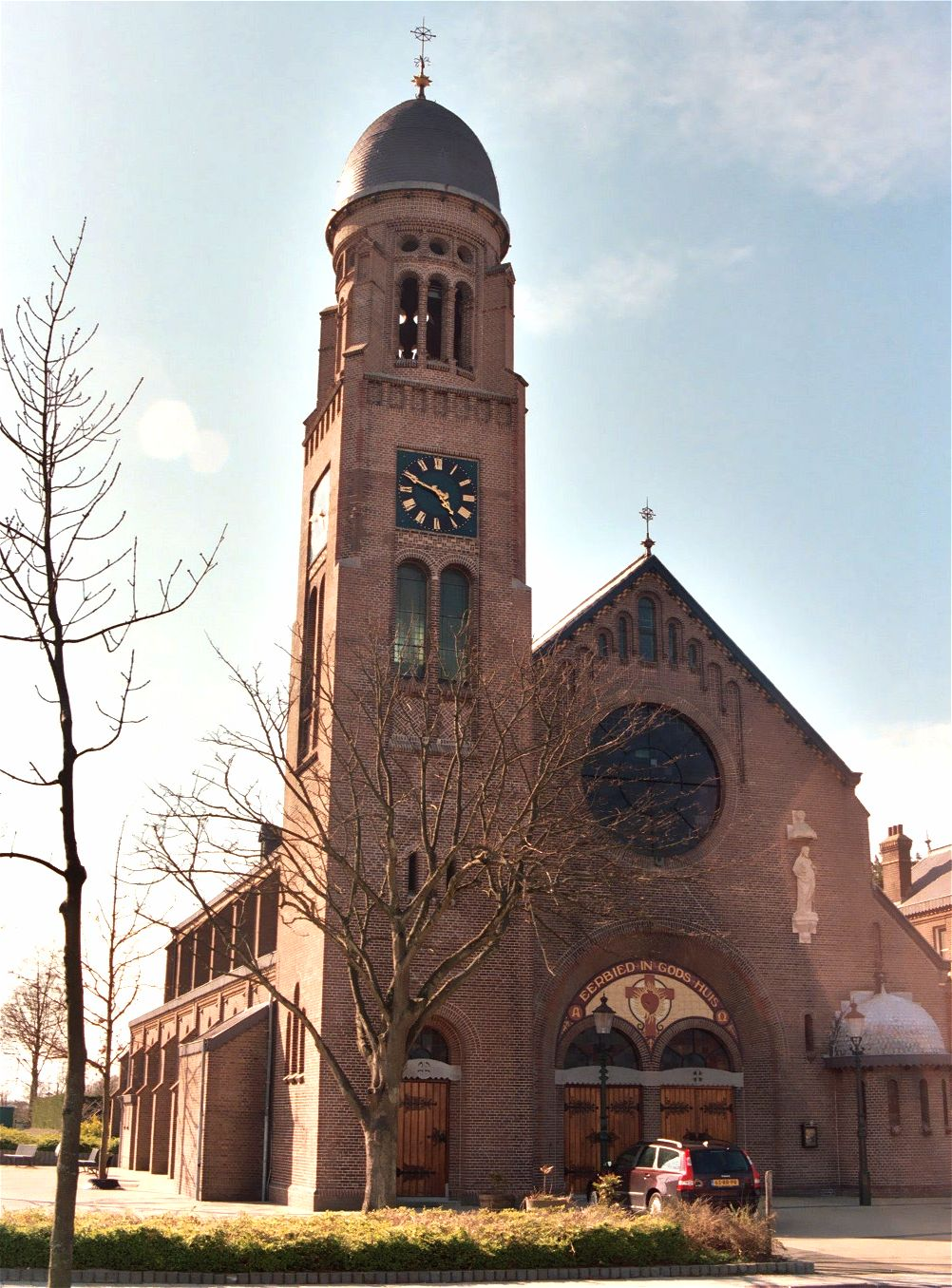
De Heilig Hart van Jezus kerk in De Noord uit 1910 door architect C.P.W. Dessing.

Stad: Heerhugowaard

Dorpen en gehuchten: Broek op Langedijk · De Noord · Koedijk (deels) · Noord-Scharwoude · Oudkarspel · Sint Pancras · Veenhuizen · Verlaat (deels) · Zuid-Scharwoude

Buurtschappen: Broekhorn · Draai · Frik · Kabel · 't Kruis · Pannekeet
Noord-Holland: Steden en dorpen      Nederland: Provincies · Gemeenten